# Wiktor Pobehajew
Wiktor Jurijowycz Pobehajew, ukr. Віктор Юрійович Побегаєв, ros. Виктор Юрьевич Побегаев, Wiktor Jurjewicz Pobiegajew (ur. 8 maja 1963 w miejscowości Bratskie, w obwodzie mikołajowskim) – ukraiński piłkarz, grający na pozycji napastnika.

## Kariera piłkarska

### Kariera klubowa
Wychowanek klubu Łokomotyw Kijów. Pierwszy trener – Wiktor Rybałow. Karierę piłkarską rozpoczął w amatorskim zespole FK Wysznewo, skąd w 1984 przeniósł się do Maszynobudiwnyka Borodzianka, występującego w Amatorskich Mistrzostwach Ukraińskiej SRR. W 1987 został zaproszony do profesjonalnego klubu Dynamo Irpień. Od 1988 bronił barw innego dynamowskiego zespołu Dynamo Biała Cerkiew. W 1991 wyjechał za granicę, gdzie najpierw występował w czeskim trzecioligowym klubie Bukoza Vranov nad Topľou, a od lata 1991 w słowackim drugoligowym klubie Jednota Košice. W czerwcu 1992 po reorganizacji trzech klubów z Koszyc powstał nowy 1. FC Košice, w którym znalazł się i ukraiński piłkarz. 6 czerwca 1993 pomógł zdobyć dla 1. FC Košice ostatni w historii Puchar Czechosłowacji. Na początku 1994 powrócił do Ukrainy, gdzie został piłkarzem klubu Systema-Boreks Borodzianka. W końcu 1999 zakończył karierę piłkarską.

## Sukcesy i odznaczenia

### Sukcesy klubowe
- zdobywca Pucharu Czechosłowacji: 1993
- zdobywca Pucharu Słowacji: 1993